# Nokia 6131
Nokia 6131 – telefon komórkowy firmy Nokia działający w sieciach GSM 850/900/1800/1900. Ma wbudowany aparat i kamerę cyfrową.